# Taylors Island
Taylors Island – jednostka osadnicza w Stanach Zjednoczonych, w stanie Maryland, w hrabstwie Dorchester.